# Tremsdorf
Tremsdorf ist ein Ortsteil der Gemeinde Nuthetal im brandenburgischen Landkreis Potsdam-Mittelmark und befindet sich am westlichen Rand des Naturschutzgebietes Nuthe-Nieplitz-Niederung.
Es handelt sich um ein Straßendorf. Tremsdorf ist der einzige Nuthetaler Ortsteil, der südlich der A 10 liegt.

## Geschichte

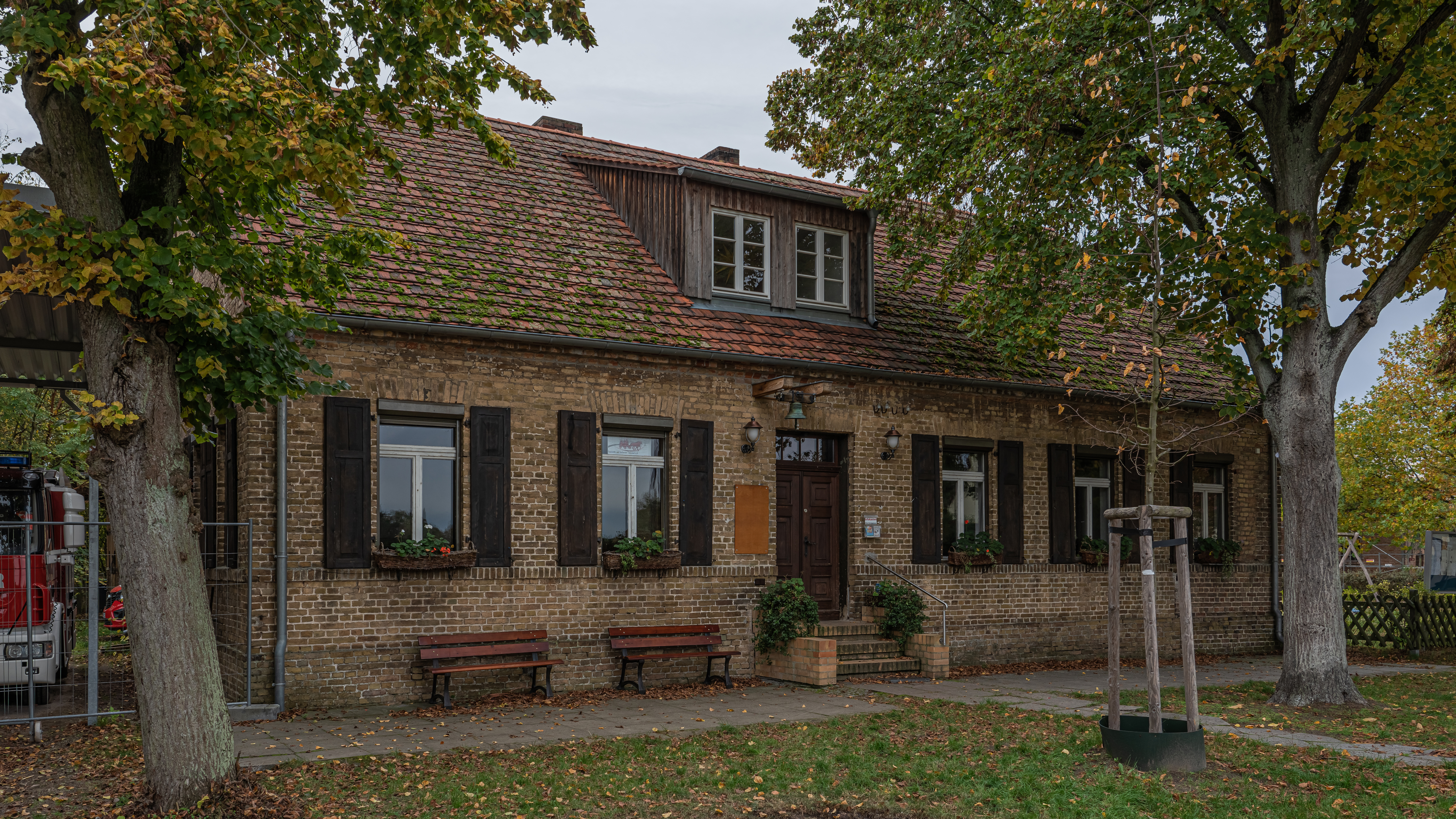
Alte Dorfschule

Der genaue Zeitpunkt der Entstehung des Ortes ist nicht bekannt, dürfte aber auf den Beginn des 12. Jahrhunderts zu datieren sein. Der Ort entstand dabei durch den Zusammenschluss mehrerer kleiner Siedlungen einzelner in der Gegend niedergelassener Sippen.
Die erste urkundliche Erwähnung erfolgte 1375 als Trebinstorf und Trebenstorp. Benannt ist der Ort nach einem Mann mit dem slawischen Personennamen Treben. Tremsdorf war ursprünglich ein Fischerdorf am nördlichen Ende des Grössinsees und besaß die Fischereirechte für den Grössinsee. Ab 1474 waren die Bewohner des Dorfes verpflichtet durch die Neuanlage von Salinen Salzgewinnung zu betreiben, um zur Versorgung des kurfürstlichen Hofes beizutragen. Mit der Zeit verloren die Salinen jedoch an Bedeutung und wurden im Dreißigjährigen Krieg aufgegeben.
Stattdessen wurden rund um den Ort zunehmend Ackerflächen durch Melioration gewonnen, mit der zu Zeiten von Friedrich II. begonnen wurde. Vorwiegend wurde Viehwirtschaft betrieben. Durch stehendes, flaches Wasser verwandelten sich viel Flächen in Moor und waren für Getreideanbau nicht geeignet. Bis heute ist das Gebiet hinter dem Backofenberg in der Nähe von Tremsdorf (Richtung Saarmund) Moor, das sogenannte Venn. Der Legende nach soll auf dem Backofenberg, dessen Namensherkunft nicht geklärt ist, früher ein friedlicher Riese gelebt haben, der jedoch mit Steinen warf, wenn die Menschen ihn ärgerten.

### Eingemeindung
Am 26. Oktober 2003 wurde Tremsdorf in die neue Gemeinde Nuthetal eingegliedert.

## Observatorium

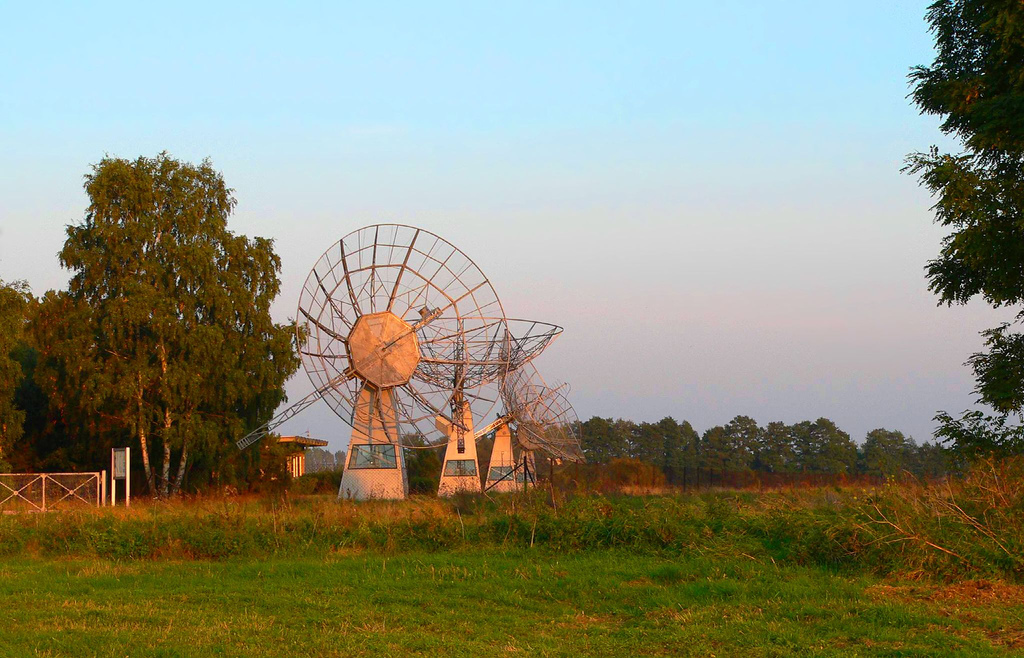
Ehemalige Radioteleskop-Anlage

Am 30. Juni 1954 wurde in der Nähe von Tremsdorf das Observatorium für Solare Radioastronomie gegründet. Im Jahr 2014 wurde das Observatorium aufgegeben und abgebaut. Die Parabolspiegel-Antennen wurden demontiert und die Betriebsgebäude abgerissen. Es war das einzige auf Sonnenbeobachtung spezialisierte Radioobservatorium in Deutschland.

## Baudenkmäler
In Tremsdorf gibt es drei Baudenkmäler, das ehemalige Schulgehöft, bestehend aus Schulhaus und Fachwerkscheune in der Tremsdorfer Dorfstraße 22, die ehemalige Schmiede in der Tremsdorfer Dorfstraße 35 und ein Wohn-Stall-Haus in der Tremsdorfer Dorfstraße 23. Eine Übersicht findet sich in der Liste der Baudenkmäler in Nuthetal.

## Politik

### Ortsvorsteher
Gewählte Ortsvorsteher der Gemeinde ist seit der Kommunalwahl am 26. Mai 2019 Dr. Roland Karl (FW).

### Ortsbeirat
Der Ortsbeirat setzt sich aus drei Abgeordneten zusammen.
| Partei/Gruppierung | Sitz/e |
| ------------------ | ------ |
| FW                 | 2      |
| AiV                | 1      |
| Gesamt             | 3      |

(Stand: Kommunalwahl am 26. Mai 2019)

## Trivia
Im Wald zwischen Tremsdorf und Saarmund wurden Szenen der Fernsehserie Dark gedreht.